# Пенолошка андрагогија
Пенолошка андрагогија се фокусира на васпитне и образовне активности усмерене према одраслим особама које су прекршиле законске норме, угрозивши друштвене вредности и добра.

## Појам и предмет пенолошке андрагогије
Пенолошка андрагогија се темељи на теоријским основама и практичној примени преваспитања, васпитања и образовања одраслих особа које су смештене у поправне установе. Ова дисциплина је специфична унутар андрагошких наука због својег фокуса на преваспитање специфичне популације - затвореника током издржавања казне. Пенолошка андрагогија није примењива у другим контекстима и оквирима, јер је уско повезана с дисциплином пенологије која проучава садржаје извршења казни.
Главни циљ пенолошке андрагогије је пронаћи и развити методе и средства за рад на преваспитању осуђеника унутар оквира казне коју су добили, како би се постигла успешна ресоцијализација и њихова интеграција натраг у друштвену заједницу.

## Развој пенолошке андрагогије
У XIX веку, хуманистичко-либерална схватања довела су до револуције у кривичном правосуђу, са акцентом на  преваспитање. Идеја преваспитања добила је значај у 1950-им годинама, што је послужило као основа за развој науке о васпитању и образовању затвореника. Развој пенолошке андрагогије директно је повезан са успесима представника позитивистичке филозофске школе, који су пропагирали приступ казнама прилагођеним извршитељу дела. Креирање ћелијских система извршења казне, као што су пенсилванијски, обурнски и прогресивни системи, имало је за циљ спречавање негативног међусобног утицаја затвореника.

## Повезаност пенолошке андрагогије са другим наукама
Теоријске основе пенолошке андрагогије укључују бројне биолошке, психолошке и социолошке теорије. Биолошке теорије, попут генетске, френолошке, Ломброзове и расне теорије, те теорије попут Шелдонове. Психолошке теорије, попут теорије интелигенције, психоаналитичке теорије и теорије фрустрације. Појављују се и бројне социолошке теорије попут Тардове теорије, теорије аномије, теорије културног конфликта, теорије подкултура и контракултура и других. Социолошке теорије, попут теорије аномије коју је први користио француски социолог Емил Диркем, говоре о смањењу значаја традиционалних норми у модерним друштвима, али истовремено указују на недостатак нових норми стандарда.